# 有栖川宮熾仁親王
有栖川宮 熾仁親王（ありすがわのみや たるひとしんのう、天保6年2月19日〈1835年3月17日〉- 明治28年〈1895年〉1月15日）は、江戸時代後期・明治時代の日本の皇族、政治家、軍人。雅号は初め泰山、後に霞堂。階級勲等功級は陸軍大将大勲位功二級。世襲親王家の有栖川宮第9代当主。
有栖川宮幟仁親王（霊元天皇玄孫）の第一王子で、幼名は歓宮（よしのみや）。生母は家女房の佐伯祐子。官職は任命順に、大宰帥、国事御用掛、政府総裁、明治政府総裁、東征大総督、兵部卿、福岡藩知事（後に県知事、県令）、元老院議官（後に議長）、鹿児島県逆徒征討総督、左大臣、陸軍参謀本部長、参謀総長、神宮祭主。
和宮親子内親王と婚約していたことで知られるが、徳川幕府の権力失墜に伴い、公武合体を余儀なくされた幕府が公武合体を国内外に誇示するための実績として和宮は降嫁し、徳川将軍第14代徳川家茂と結婚した。旧水戸藩主・徳川斉昭の娘で徳川慶喜の妹の徳川貞子を、明治維新後に最初の妃として迎える。貞子は婚儀の2年後、熾仁親王の福岡赴任中に23歳で病没。明治6年（1873年）7月に旧越後新発田藩主・溝口直溥の七女・董子と再婚した。

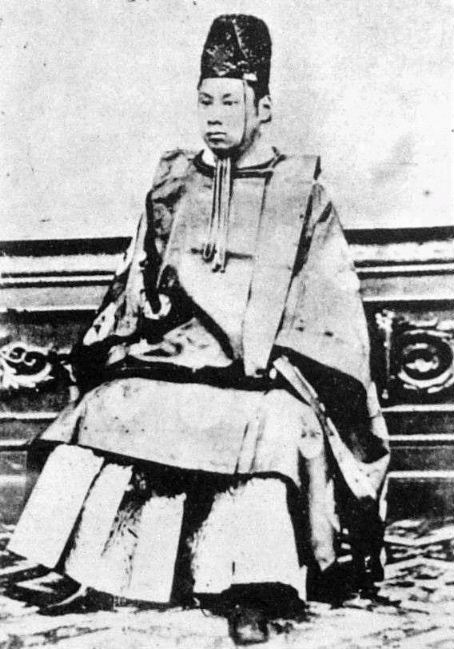
青年期の熾仁親王

明治維新後は陸軍軍人として明治天皇を支え、王政復古による天皇中心の明治政府樹立において、政務を統括する最高官職である三職の総裁を務めた。明治28年（1895年）に59歳（満61歳）で薨去。有栖川宮は跡を継いだ異母弟の有栖川宮威仁親王の代で断絶した。

## 経歴

### 生い立ち
天保6年（1835年）2月19日、熾仁親王は京都御所北東（艮）の有栖川宮邸内において、幟仁親王の第一子として誕生した。生母の佐伯祐子は通称を嘉奈といい、京都若宮八幡宮宮司・佐々祐條の娘であった。実はこのとき、父である幟仁親王はまだ正室の二条廣子と結婚する前であり、熾仁親王は後の嘉永元年9月（1848年10月）に廣子と養子縁組を行っている。熾仁親王の胞衣は当時の風習によって出世稲荷神社の境内に埋められ、その上には松の木が植えられた。お七夜の儀に際し「歓宮」の幼名を授けられる。
嘉永元年10月18日（1848年11月13日）、熾仁親王はすでに崩御していた仁孝天皇の猶子となる。翌嘉永2年2月14日（1849年3月8日）、孝明天皇より「熾仁」の諱を賜り、2日後の2月16日（3月10日）に親王宣下を受けた。
この年の3月15日（4月7日）、熾仁親王は近衛忠煕の加冠により元服し大宰帥に任命、翌日には三品に叙せられた。以後、慶應3年に新政府の総裁職に任命されるまで、熾仁親王は「帥宮（そつのみや）」と呼ばれた。従って、幕末関連の文書で「帥宮様」「帥宮御方」などと書かれているのは全て熾仁親王のことを指す。

### 幕末
安政5年3月12日（1858年4月25日）、対外条約の勅許を求めて上洛した老中・堀田正睦に対し、これに反対する公卿・殿上人が猛抗議を加える事件（廷臣八十八卿列参事件）が起こったが、翌13日（4月26日）には熾仁親王も単独で外交拒絶・条約批准不可の建白書を朝廷に提出した。この建白書の一件に加え、大叔母である幸子女王（織仁親王第二王女）が毛利斉房の正室であったことなどから、熾仁親王は明治新政府の成立に至るまで、公家社会において三条実美とならぶ長州系攘夷派の急先鋒として認識されていた。
熾仁親王は嘉永4年（1851年）、17歳の時に孝明天皇の妹・和宮親子内親王と婚約したが、安政7年（1860年）、大老・井伊直弼や関白・九条尚忠らの運動により、いわゆる公武合体策の一環として和宮は将軍・徳川家茂と結婚させることになった。同年8月22日（10月6日）、九条尚忠が自ら有栖川宮邸に出向いて父・幟仁親王と面談。このときの詳しい会談内容は不明だが、翌23日には宮家から婚約の猶予願いが武家伝奏宛てに提出され、これが事実上の婚約辞退願いとして受理された。この和宮との婚約解消は明治以降、小説や講談など大小の脚色がなされて庶民の間に悲恋の物語として流布し、数々の伝説を生み出すことになる。
禁門の変の2ヶ月前である元治元年5月9日（1864年6月12日）、熾仁親王は父・幟仁親王とともに国事御用掛に任命されて朝政に参画し、親長州の立場から、松平容保や中川宮朝彦親王らの一会桑政権首脳部と対立した。しかしこのころ、長州藩を中心とする攘夷思想を嫌悪する孝明天皇は、熾仁親王の親長州的な言動に不快感と警戒心を示す内容の書翰を関白・二条斉敬や朝彦親王らに送っている。また、前述のとおり元来長州毛利家と縁戚で、自他ともに認める尊王攘夷論者だった熾仁親王は、有力な親長州派として一会桑政権から警戒されていた。
禁門の変の発生前夜、熾仁親王は自邸に投げ込まれたとされる長州藩士の容保追討決起文を持参して幟仁親王と急遽参内し、一会桑政権首脳部や一会桑派の皇族・公家が不在のまま、中山忠能や正親町三条実愛らとともに宮中で周旋工作を図り、孝明天皇に松平容保の洛外追放を迫った。しかし、危険を察した孝明天皇が二条関白や朝彦親王、一橋慶喜などに参内を命じたことで形勢は一変する。孝明天皇の意を受けた慶喜の猛烈な抗弁や二条関白の松平容保追放拒否など、一会桑派の激しい抵抗にあう間に長州兵と御所守備諸藩兵との間で戦闘が始まり、長州藩兵討伐の勅命が下ったことから、長州の復権をもくろんだ熾仁親王らのクーデター計画は失敗に終わった。
これら一連の動きにより、有栖川宮父子は長州軍敗退後ただちに一会桑政権から糾弾を受けた。家臣の一部は長州藩士と内通していた容疑で京都町奉行所に逮捕・拘留され、熾仁親王自身も二条関白や孝明天皇の怒りを買い、幟仁親王とともに国事御用掛を解任のうえ謹慎・蟄居を申し渡された。途中、朝彦親王や正親町三条実愛らが孝明天皇に幟仁・熾仁両親王の赦免嘆願を上奏したが、天皇はその勅勘を解かぬまま崩御した。
両親王が謹慎生活で外部との接触を絶たれている間、長州征討、薩長同盟の成立、将軍・徳川家茂の死去と一橋慶喜の徳川宗家相続と将軍襲職、孝明天皇の崩御など情勢は大きく変化した。

### 政府総裁
慶応3年（1867年）1月に明治天皇が践祚すると、幟仁親王・熾仁親王父子は許されて謹慎を解かれた。当主である父・幟仁親王は謹慎解除後は政争を嫌い政治活動から距離をおいたが、明治天皇の信任や長州等からの人望が篤い熾仁親王は、王政復古のクーデター計画も西郷隆盛や品川弥二郎から事前に知らされる。このクーデターの成功により新政府が樹立され総裁・議定・参与の三職が新たに設けられると、熾仁親王はその最高職である総裁に就任する。
明けて慶応4年（1868年）、薩長の度重なる挑発に対し旧幕府軍はついに戦端を開き（鳥羽・伏見の戦い）、ここに戊辰戦争が勃発する。このとき、熾仁親王は自ら東征大総督の職を志願し、勅許を得た。西郷隆盛らに補佐され新政府軍は東海道を下って行くが、この道中の早い段階で、熾仁親王は恭順を条件に慶喜を助命する方針を内々に固めていた。3月6日、駿府城において東海道先鋒総督の橋本実梁や大総督府下参謀の西郷隆盛らを集めて、表向きには江戸城攻撃の日取りを3月15日と定める一方、同時に「秘事」として慶喜の謝罪方法や、江戸城の明け渡し、城内兵器の処分、幕臣の処断などの方法について方針を発表している。また翌7日と12日には、江戸から東征中止の要請と慶喜の助命嘆願のために訪れた輪王寺宮公現入道親王と会見し、公現入道親王に慶喜の恭順の意思を問うている。
幸い、熾仁親王の進軍した東海道経路において、新政府軍は一度も旧幕府勢力の武力抵抗に遭遇することなく江戸に到達し、4月11日（新暦5月3日）江戸城は無血のうちに開城される（江戸開城）。この日、慶喜は死一等を免じられた代わりとして謹慎するため水戸へ発った。江戸到着後まもなく太政官制度が発足して三職は廃され、熾仁親王の総裁職は解かれた。

### 明治時代

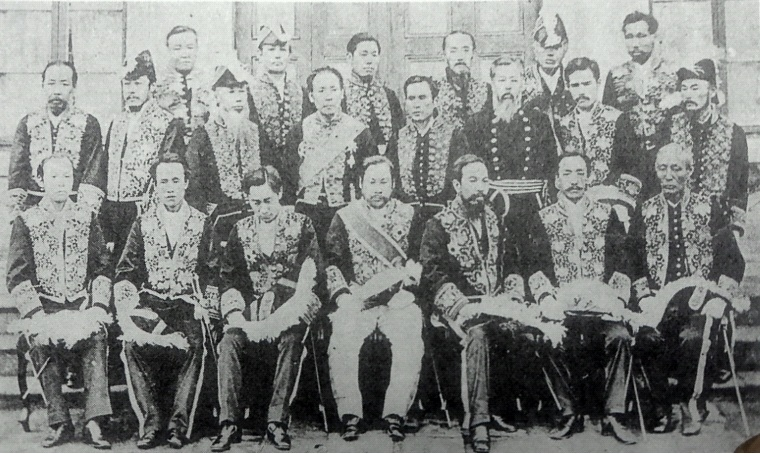
元老院議官の集合写真。最前列中央が議長の熾仁親王（1879年）

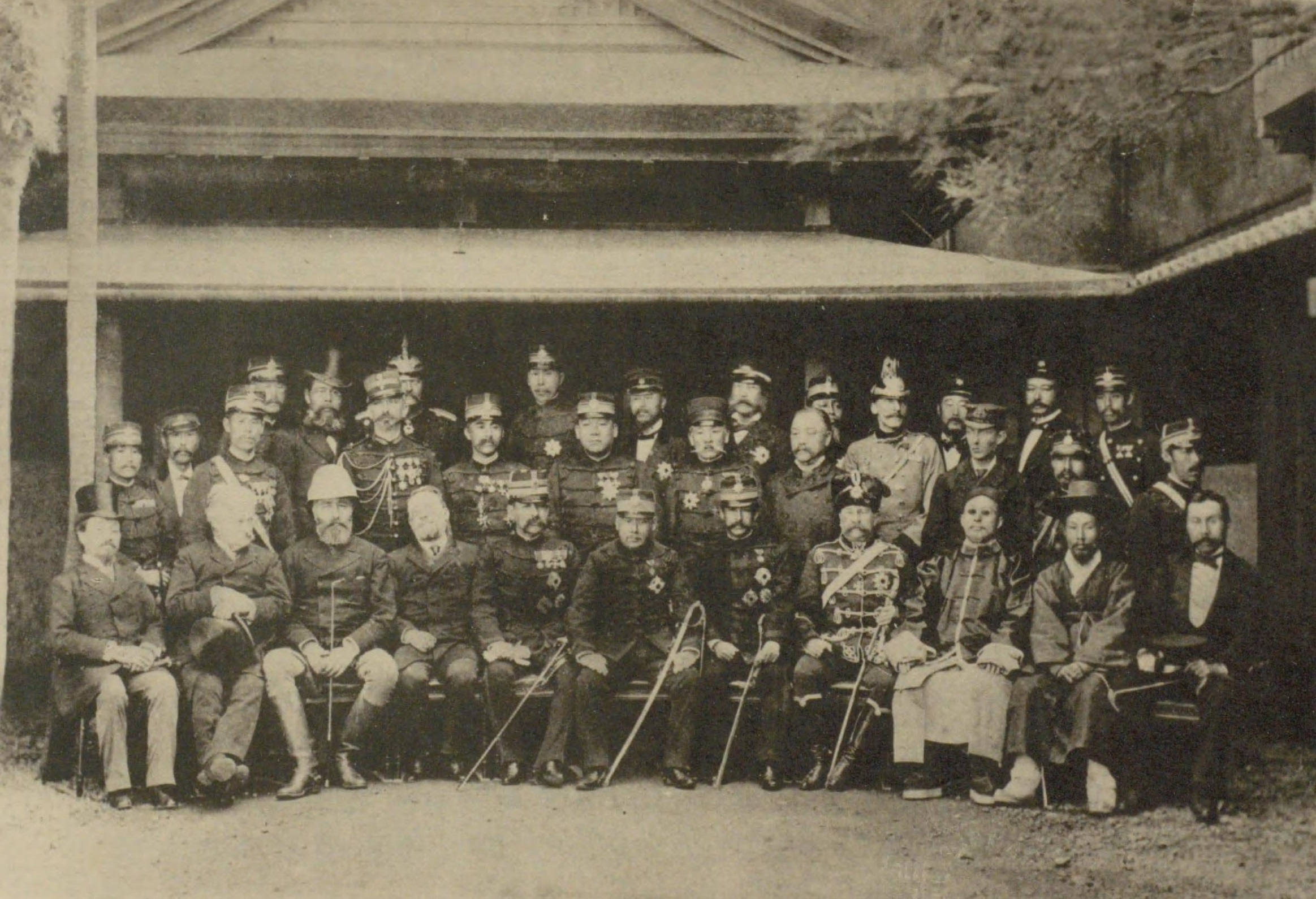
陸海軍連合大演習を期して名古屋の春琴楼に集まった軍首脳部と外国武官団。最前列中央が陸軍参謀総長の熾仁親王（1890年4月3日）

明治3年（1870年）、兵部卿に就任。明治4年（1871年）から福岡藩知事（後に福岡県知事・県令）を勤め、参謀役の河田景与とともに太政官札贋造事件の余波で混乱する福岡をよく治平した。明治9年（1876年）に元老院議長に就任。明治10年（1877年）の西南戦争では鹿児島県逆徒征討総督に就任し、東征に際してともに新政府軍を指揮した西郷隆盛と、敵将として対峙する皮肉な立場に立った。西南戦争における功により、同年10月10日に隆盛に次いで史上2人目の陸軍大将に任命され、11月2日には大勲位菊花大綬章を受章した。西南戦争のさなか、佐野常民や大給恒から「博愛社」（後の日本赤十字社）設立の建議を受けるが、官軍のみならず逆徒である薩摩軍をも救護するその精神を熾仁親王は嘉しこれを認可した。当時の熊本の宿舎であった熊本洋学校教師館ジェーンズ邸は、日本赤十字の発祥の記念地ともなっている。
また自由民権運動にも興味を示し、河野敏鎌の案内で嚶鳴社の演説会を傍聴した。
その後、熾仁親王は時の皇族の第一人者として明治天皇から絶大な信任を受けた。明治15年（1882年）にはロシア帝国旧都モスクワで行われたアレクサンドル3世の即位式に天皇の名代として出席し、帰路には欧州諸国とアメリカ合衆国を歴訪した。

### 薨去
明治27年（1894年）に勃発した日清戦争において、熾仁親王は参謀総長として広島大本営に下るが、この地で腸チフス（当初はマラリアと診断された）を発症し、兵庫県明石郡垂水村舞子の有栖川宮舞子別邸（舞子ビラも参照）にて静養に入る。症状は一旦軽快したものの、翌年の明治28年（1895年）に入ってから再び悪化し、池田謙斎やエルヴィン・フォン・ベルツらによる治療もむなしく1月14日にはついに危篤に陥る。その知らせを受けた明治天皇はこの日、熾仁親王への大勲位菊花章頸飾授与を決定した。翌1月15日、舞子別邸にて61歳（満59歳）で薨去。さらに翌16日には功二級金鵄勲章が授与されたが、公式発表における薨去の日付は、実際には遺体が東京に帰着した日である24日と発表された。熾仁親王の葬儀は国葬となり、豊島岡墓地に埋葬された。

## 年表
※ 明治5年までの日付は旧暦。
- 天保6年（1835年）
  - 2月19日　卯上刻（午前6時ごろ）、猿が辻・有栖川宮邸内の産屋にて誕生
  - 2月25日　歓宮と命名
- 嘉永元年（1848年）10月18日　仁孝天皇猶子として勅許
- 嘉永2年（1849年）
  - 2月7日　親王宣下
  - 2月14日　「熾仁」の諱を賜う
  - 2月18日　勅許により元服
  - 3月15日　大宰帥に任官（以後、帥宮と称される）、翌日三品に叙せられる
- 嘉永4年（1851年）7月12日　和宮親子内親王との婚約内示
- 安政5年（1858年）3月13日　堀田正睦の条約勅許出願に際し、勅許の反対と幕府の外交政策を非難する内容の意見書を朝廷に提出
- 万延元年（1860年）
  - 8月22日　関白・九条尚忠が宮邸を訪問、幟仁・熾仁両親王に和宮との縁組解消を直談判。翌日、和宮との結婚延期を武家伝奏に願い出る
  - 8月26日　武家伝奏より婚約延期願い聴される
- 文久3年（1863年）
  - 8月16日　西国鎮撫使に補任されるも、19日に罷む
  - 9月1日　攘夷別勅使に補任されるも、のちに幕府側の再三の延期願いにより破談となる
  - 9月2日　宮中において、中川宮朝彦親王と国事をめぐり舌戦に及ぶ
- 元治元年（1864年）
  - 5月9日　朝廷における国事御用掛に補任
  - 7月18日　長州藩が発した松平容保討伐の決起文を携えて参内、朝廷内で関白の許可を得ず容保の洛外追放工作を図る
  - 7月19日　禁門の変発生、容保追放工作失敗
  - 7月27日　幟仁親王とともに参内を差し止められ、面会謝絶、諸行動差し控えの措置を受ける
  - 8月24日　7月18日の無許可行動について朝廷より問罪を受ける
  - 9月1日　決起文の出処について再度問罪を受ける
- 慶応元年（1865年）10月28日　御所拡張工事に伴う宮邸召し上げのため、輪王寺里坊に移居
- 慶応3年（1867年）
  - 1月25日　参内禁止、面会謝絶、諸行動差し控え等を解除
  - 9月14日　徳川斉昭娘の貞子と婚約勅許。しかしその後、徳川慶喜の大政奉還により婚姻延期
  - 10月14日　大政奉還。同上奏に関して評議に列席
  - 10月17日　朝廷の国事御用掛に復任
  - 12月9日　王政復古のクーデター発生。いわゆる明治維新政府の総裁となり、二品に昇叙。大宰帥如元
- 慶応4年／明治元年（1868年）
  - 2月9日　東征大総督を兼帯
  - 2月15日　御所御学問所で明治天皇に謁見、節刀と錦旗を賜り、東征に出発
  - 2月20日　維新政府の神祇事務局督を兼帯するも、同月27日に止む
  - 3月7日　駿府において幕府の要請をうけた輪王寺宮公現入道親王と会見。入道親王より徳川慶喜の助命と東征中止の嘆願を受ける
  - 3月12日　輪王寺宮公現入道親王に再度会見し、徳川慶喜に対して説諭を説く
  - 3月16日　諸外国の公使に対して大総督に就任した旨を通告する
  - 4月14日　江戸入府。
  - 4月21日  江戸開城により、江戸城を大総督府とする。
  - 閏4月21日　維新政府総裁を止む
  - 閏4月29日　田安家当主・徳川慶頼を召還し、叡慮により徳川亀之助をもって徳川宗家の当主として相続することを許可す
  - 5月15日　寛永寺に立て篭もった彰義隊を攻撃（上野戦争）
  - 5月19日　江戸鎮台並びに会津征伐大総督となる
  - 10月23日　江戸鎮台並びに会津征伐大総督辞表提出
  - 10月25日　帰洛
- 明治2年（1869年）
  - 9月19日　徳川斉昭娘・貞子と再度婚約
  - 11月7日　婚約勅許
  - 11月15日　東京へ移転
- 明治3年（1870年）
  - 1月16日　徳川貞子と成婚
  - 4月3日　維新政府の兵部卿に就任
- 明治4年（1871年）
  - 6月25日　兵部卿を免官
  - 7月2日　福岡藩知事に異動
  - 7月25日　幟仁親王の隠居により、家督相続
  - 11月14日　福岡県令として更任
- 明治5年（1872年）
  - 1月9日　妃貞子薨去
  - 4月5日　福岡県令免官
- 明治6年（1873年）
  - 5月18日　溝口直正の妹栄（はる）姫（のちに董子と改める）と婚約。同月30日婚約勅許
  - 7月30日　溝口董子と成婚
- 明治7年（1874年）
  - 6月4日  華族会館の初代館長に就任するも、11月1日に辞任
- 明治8年（1875年）
  - 7月2日　元老院議官に任官
  - 12月31日　勲一等叙勲、旭日大綬章を受章
- 明治9年（1876年）
  - 3月28日　元老院副議長摂行に異動、同月30日に副議長に仮任官
  - 5月18日　元老院議長に異動
  - 12月18日　議定官兼任
- 明治10年（1877年）
  - 2月19日　鹿児島県逆徒征討総督を兼帯
  - 10月10日　陸軍大将に任命、元老院議長並びに議定官如元
  - 12月2日　大勲位叙勲、菊花大綬章を受章
- 明治11年（1878年）
  - 5月18日　弟・稠宮（威仁親王）を継嗣とする出願が勅許
- 明治13年（1880年）
  - 2月28日　左大臣に異動。議定官兼帯
- 明治15年（1882年）
  - 6月18日　欧米歴訪に出発
- 明治16年（1883年）
  - 2月1日　欧米歴訪より帰国
  - 11月3日　龍池会総裁を兼帯
- 明治17年（1884年）
  - 7月6日　霞ヶ関本邸（現在の国会前庭付近）竣工につき転居
  - 8月18日　大日本教育会総裁兼帯
- 明治18年（1885年）
  - 3月1日　興風会会長兼帯
  - 12月22日　内閣制度発足に伴い左大臣廃止。参謀本部長に異動。議定官如元
- 明治19年（1886年）
  - 6月9日　一品に昇叙
  - 9月28日　近衛都督に異動
- 明治20年（1887年）
  - 5月20日　日本赤十字社初代総裁を兼帯するも、12月に辞任
  - 12月26日　近衛都督免官
- 明治21年（1888年）
  - 1月10日　伊学協会（現在の財団法人日伊協会の前身）総裁兼帯
  - 5月14日　参謀本部長より参軍に異動
- 明治22年（1889年）
  - 3月7日　神苑会総裁兼帯
  - 3月9日　参軍より参謀総長に異動
- 明治23年（1890年）
  - 2月　貴族院皇族議員就任[5]
- 明治24年（1891年）
  - 5月12日　大津事件発生に伴い、明治天皇に従って京都へ向かう
  - 12月30日　神宮祭主を兼任
- 明治26年（1893年）
  - 11月10日、議定官廃止するも、22日に復活し、兼帯
- 明治28年（1895年）
  - 1月14日　菊花章頸飾を賜う
  - 1月15日　舞子別邸にて薨去、喪を秘す。翌日功二級金鵄勲章を贈られる
  - 1月24日　遺体が霞ヶ関本邸に帰着、発喪
  - 1月29日　豊島岡墓地にて国葬

## 栄典
勲章等
| 受章年                     | 略綬 | 勲章名                   | 備考 |
| -------------------------- | ---- | ------------------------ | ---- |
| 1886年（明治19年）1月24日  |      | 大勲位菊花大綬章         |      |
| 1889年（明治22年）11月29日 |      | 大日本帝国憲法発布記念章 |      |
| 1895年（明治28年）1月16日  |      | 菊花章頸飾               |      |
| 1895年（明治28年）1月16日  |      | 功二級金鵄勲章           |      |

外国勲章等佩用允許
| 受章年                    | 国籍                         | 略綬 | 勲章名                               | 備考 |
| ------------------------- | ---------------------------- | ---- | ------------------------------------ | ---- |
| 1882年（明治15年）9月1日  | イタリア王国                 |      | アンノンシャド勲章                   |      |
| 1883年（明治16年）3月20日 | ロシア帝国                   |      | 神聖アレキサンドル・ネフスキー大綬章 |      |
| 1883年（明治16年）3月20日 | オーストリア＝ハンガリー帝国 |      | レオポール大綬章                     |      |
| 1883年（明治16年）3月20日 | オランダ王国                 |      | レオン・ネーデルランド大綬章         |      |
| 1883年（明治16年）3月20日 | ドイツ帝国                   |      | 赤鷲大勲章                           |      |
| 1883年（明治16年）3月20日 | ベルギー王国                 |      | レオポール大綬章                     |      |
| 1883年（明治16年）3月20日 | スペイン王国                 |      | カルロス3世大綬章                    |      |
| 1883年（明治16年）3月20日 | モンテネグロ公国             |      | 独立第一等勲章                       |      |
| 1883年（明治16年）4月27日 | ハワイ王国                   |      | カメハメハ第一世勲章                 |      |

## 家族
親王は貞子・董子どちらの妃との間にも王子女に恵まれなかったため、慣例に従うなら別の宮家を創設するか臣籍降下するはずであった異母弟の威仁親王を自身の後継者とすることが、明治11年（1878年）に明治天皇から許されていた。これにより、熾仁親王の薨後は威仁親王が有栖川宮を相続したが、威仁親王の唯一の男子であった栽仁王が父より先に薨去してからは後嗣がなく、有栖川宮は断絶した（大正天皇の三男宣仁親王が有栖川宮の旧称高松宮を称して祭祀を継承、平成時代まで存続した）。

## その他

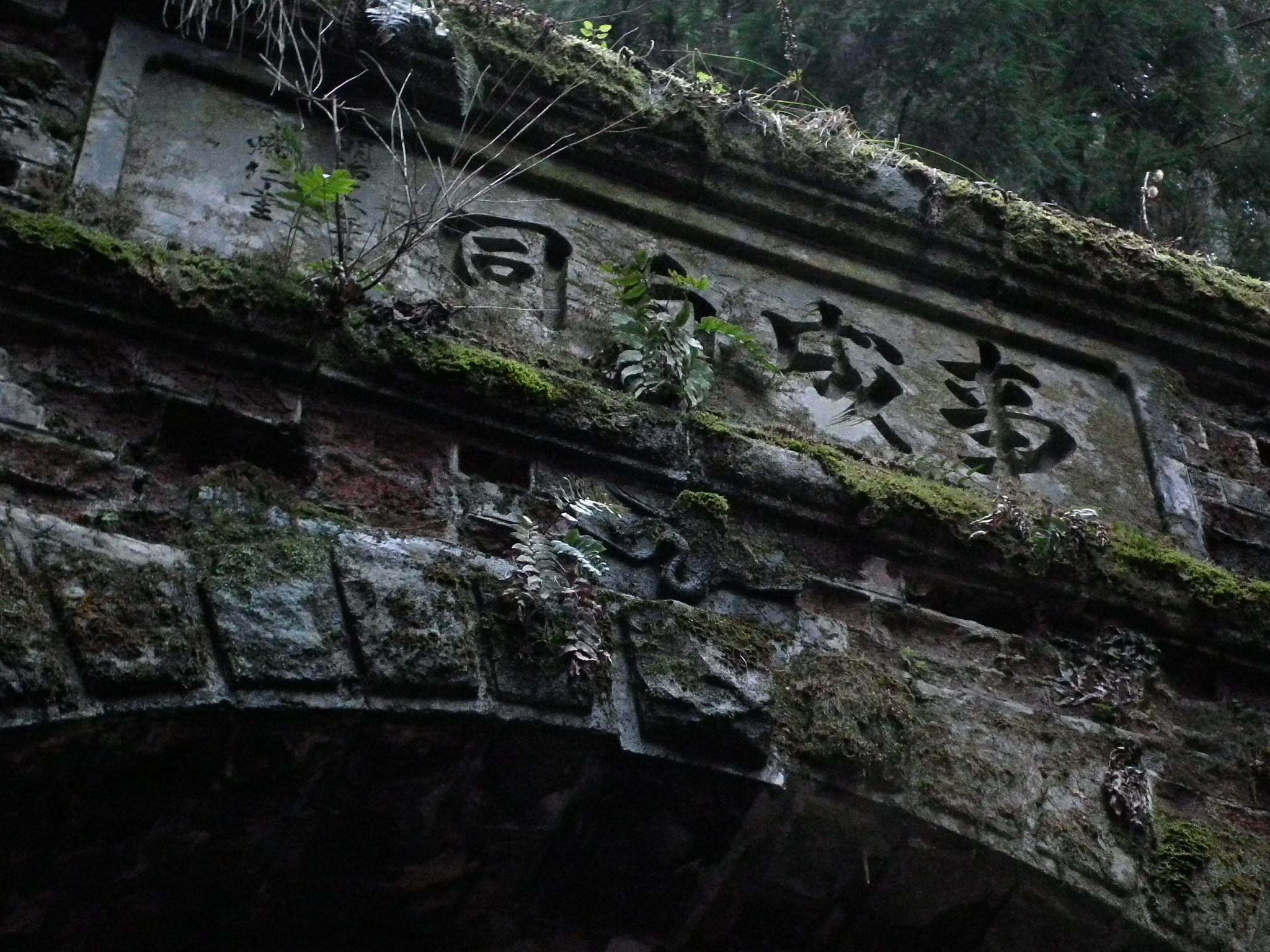
1883年開通した鐘ヶ坂隧道に残る有栖川宮熾仁親王の揮毫『事成自同』。現在は廃道になっているが、見学できる。

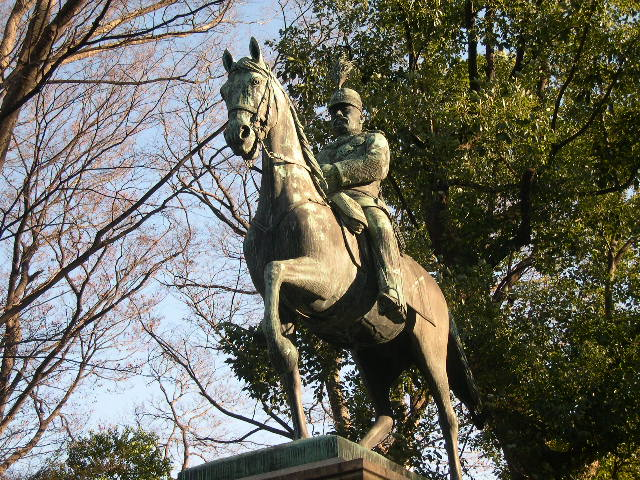
有栖川宮記念公園内の熾仁親王像

- 官軍の軍歌であるトコトンヤレ節の歌詞にある「宮さん」とは、熾仁親王のことである。

- 陸軍の軍人らしく、趣味は馬術と狩猟、そして刀剣のコレクションであった。また園芸を愛し、維新前はナデシコの栽培に、明治になってからはカーネーションなどの栽培にそれぞれ熱を傾けた。そのほか、陶芸・竹細工の製作も好んだ。当時の公家社会の基本的教養として書道・歌道もたしなんだが、家伝の有栖川流書道については和歌を詠むときに用いる程度で、額字などは有栖川流とは大きく異なる独自の書風で揮毫している。
- 熾仁親王は「政略結婚により許婚者・和宮を奪われた悲恋の主人公」としてのイメージが定着し、多くの恋物語が生まれた。
- 新宗教大本の教主・出口王仁三郎も熾仁親王の落胤として名を馳せ、第二次大本事件では王仁三郎落胤説問題等がある。
- 近年でも有栖川宮の末裔を名乗る者によって有栖川宮詐欺事件が起きた[3]。
- 発掘調査された和宮の棺からは烏帽子に直垂姿をした若い男性の写真乾板が副葬品として見つかったが、発掘した際の日光の影響や、その後の保存処理が悪かったため、翌日には乾板はただのガラス板になっていたという。この写真の男性が誰だったのかは不明だが、夫の徳川家茂である可能性の他に、有栖川宮熾仁親王ではないか等の推測もある[13][14]。

### 銅像
熾仁親王の死去後、1901年（明治34年）に陸軍省から銅像建設の届け出が出されている。
これは大山巌・山縣有朋・西郷従道などが親王の銅像を建立することを提唱し、陸海軍人や一般から資金を募り、東京・三宅坂の陸地測量部庁舎（旧参謀本部庁舎）の正門前に菊花章頸飾を佩用した親王の騎馬像が建立するものであった。
なお、この時基石の大岩が最大の物で1つ25tもあり、当時の貨車では重すぎて運べないため、特注で作った頑丈な台枠と蒸気機関車の炭水車用のボギー台車2つを組み合わせた非常に短い長物車のような形状をした専用の貨車を作ることとなり、こちらの届け出も明治34年に提出されている。
製作は、小松宮彰仁親王像と同じ大熊氏廣。1903年に像は完成し、除幕式には、妃董子や威仁親王夫妻、提唱者の元老たちに加え、因縁の深かった徳川慶喜も列席して祝辞を述べている。この像は太平洋戦争（大東亜戦争）の金属回収からも熾仁親王が皇族であることもあって見逃されたが、首都高速都心環状線建設など周辺の都市計画のため、昭和37年（1962年）に東京都港区の有栖川宮記念公園（威仁親王時代の御用地跡）へ移設されている。

### 印譜
昭和4年（1929年）8月、高松宮によって『熾仁親王印譜』が編集・刊行されている。篆刻家の中村水竹・細川林斎・羽倉可亭・中井敬所等の印が93顆収録されている。三条実美『梨堂印譜』・大谷光勝『水月斎印譜』・『燕申堂印譜』などとともに明治時代の保守派の代表的な印譜である。

## 登場作品

### 映画
- 朱雀門（1957年、大映） - 演：八代目市川雷蔵
- 大東京誕生 大江戸の鐘（1958年、松竹） - 演：真木康次郎
- 長脇差忠臣蔵（1962年、大映） - 演：本郷功次郎

### テレビドラマ

#### NHK
大河ドラマ
- 徳川慶喜（1998年） - 演：佐藤せつじ[20]
- 篤姫（2008年） - 演：竹財輝之助
- 西郷どん（2018年） - 演：小須田康人

その他
- 明治の群像 海に火輪を（1976年） - 演：草薙幸二郎、清水一郎

#### 民放
- 皇女和の宮（1963年、日本テレビ） - 演：仲谷昇
- 西郷隆盛（1964年、フジテレビ） - 演：北原義郎
- 幕末（1964年、TBS） - 演：細川俊之
- 皇女和の宮（1968年、テレビ朝日） - 演：平幹二朗
- 大奥（1984年、関西テレビ） - 演：寺泉哲章
- 勝海舟（1990年、日本テレビ） - 演：神山繁
- 大奥（2003年、フジテレビ） - 演：田窪一世

### 舞台
- 武蔵野の露と消ゆとも（1997年、宝塚星組） - 演：朝澄けい[21]

## 脚註
1. 1 2  『江戸時代人物控１０００』山本博文監修、小学館、2007年。ISBN 978-4-09-626607-6。
2. ↑  上田正昭、津田秀夫、永原慶二、藤井松一、藤原彰、『コンサイス日本人名辞典 第5版』、株式会社三省堂、2009年　63頁。
3. 1 2 3 4  #三島由紀夫の二・二六事件pp.76-77
4. ↑  #熾仁親王日記　巻一p.10
5. ↑  『議会制度百年史 - 貴族院・参議院議員名鑑』1頁。
6. ↑  『官報』号外「叙任」1886年1月24日
7. ↑  『官報』第1928号「宮廷錄事」「彙報 - 大日本帝国憲法発布記念章送付」1889年11月30日。
8. 1 2  『官報』第3469号・号外「叙任」1895年1月24日
9. ↑  「二品熾仁親王伊国勲章佩用」 アジア歴史資料センター Ref.A15110036000
10. 1 2 3 4 5 6 7  「二品熾仁親王露、墺、蘭、狩、白、西、モンテネグロ国等ノ勲章佩用允許」 アジア歴史資料センター Ref.A15110403600
11. ↑  “Real y distinguida orden de Carlos III” (スペイン語). Guía Oficial de España. (1883). p. 147
12. ↑  「二品熾仁貞愛両親王布哇国勲章露、墺、蘭、狩、白、西、モンテネグロ国等ノ勲章佩用允許」 アジア歴史資料センター Ref.A15110403700
13. ↑  鈴木尚・矢島恭介・山辺知行編『増上寺徳川将軍墓とその遺品・遺体』（東京大学出版会、1967年12月25日、1997年11月25日）
14. ↑  川端康成『美しさと哀しみと』（中央公論社、1965年。中公文庫、1973年）
15. ↑  平瀬礼太『銅像受難の時代』吉川弘文館、2011年、pp.52-53。
16. ↑  参謀本部と有栖川大宮殿下銅像 写真の中の明治 国立国会図書館蔵
17. ↑  吉岡心平『大物車のすべて』ネコ・パブリッシング、2007年、上pp.6-7・下p.8。　なお、同書によるとこの専用貨車も25tの岩は限界ギリギリであり、本来このボギー台車は1軸当たり7t（4軸あるので本体と貨物合計28ｔまで）まで重量をかけれるところを8tかかってしまったので、安全のため徐行運転で運ぶはめになった。
18. ↑  「公文別録・内閣（企画院上申書類）・昭和十五年～昭和十八年・第三巻・昭和十八年『銅像等ノ非常回収実施要綱』」のp.6によると回収の例外規定に「（イ）皇室・皇族・王族ニ関スルモノ及神像（以下略）」とある。
19. ↑  平瀬礼太『銅像受難の時代』吉川弘文館、2011年、p.308。
20. ↑  “佐藤せつじ”. 円企画.   円企画. 2021年1月29日閲覧。
21. ↑  “武蔵野の露と消ゆとも('97年星組・バウ)”. TAKARAZUKA SKY STAGE.   宝塚クリエイティブアーツ. 2021年1月29日閲覧。